# Église protestante de la Robertsau
L'église protestante de la Robertsau est une église protestante luthérienne de la confession d'Augsbourg, située au nord-est de Strasbourg, dans le quartier de la Robertsau, 88 rue de Boecklin, autrefois peuplé de maraîchers, de blanchisseurs et d'artisans. Depuis 1524, c'est la plus ancienne des paroisses indépendantes des faubourgs de la ville.

## Histoire
L'église d'origine a été construite par Nicolas Schwarber en 1339, comme en témoigne la pierre de fondation conservée à l'entrée de l'église actuelle.
L'édifice est agrandi et rénové en 1545. En 1524 l'église passe à la Réforme, puis se trouve sous le régime du simultaneum entre 1686 et 1859, date à laquelle est construite l'église catholique de la Robertsau. Jusqu'à sa destruction en 1862, l'église protestante est le plus ancien monument de la Robertsau.
L'architecte de la Ville, Jean Geoffroy Conrath, à qui on doit déjà l'église catholique voisine, construit la nouvelle église entre 1862 et 1864. Sa première pierre est posée le 14 septembre 1862, l'église est consacrée deux ans plus tard, le 10 juillet 1864.

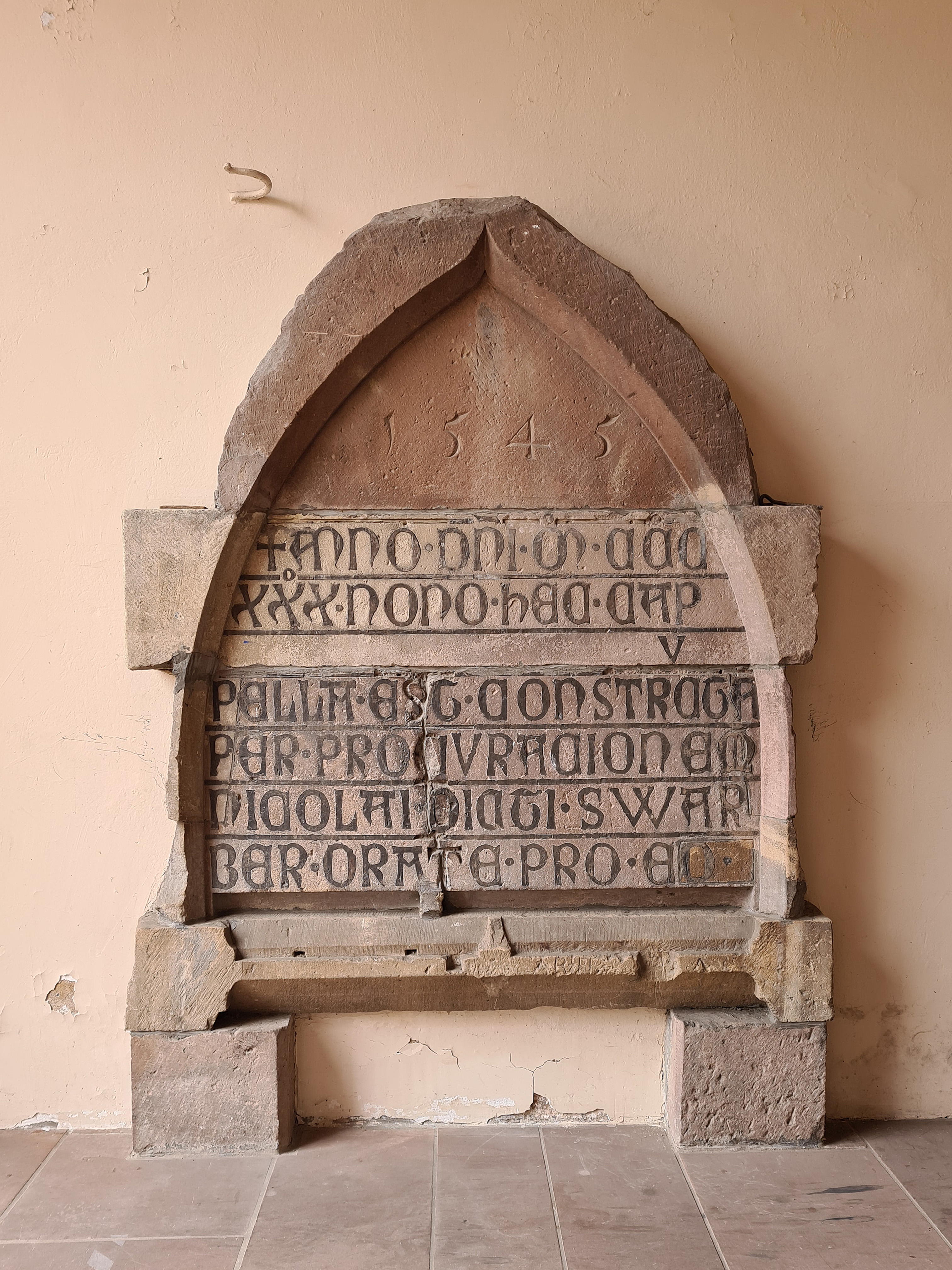
Pierre de fondation surmontée du millésime 1545.
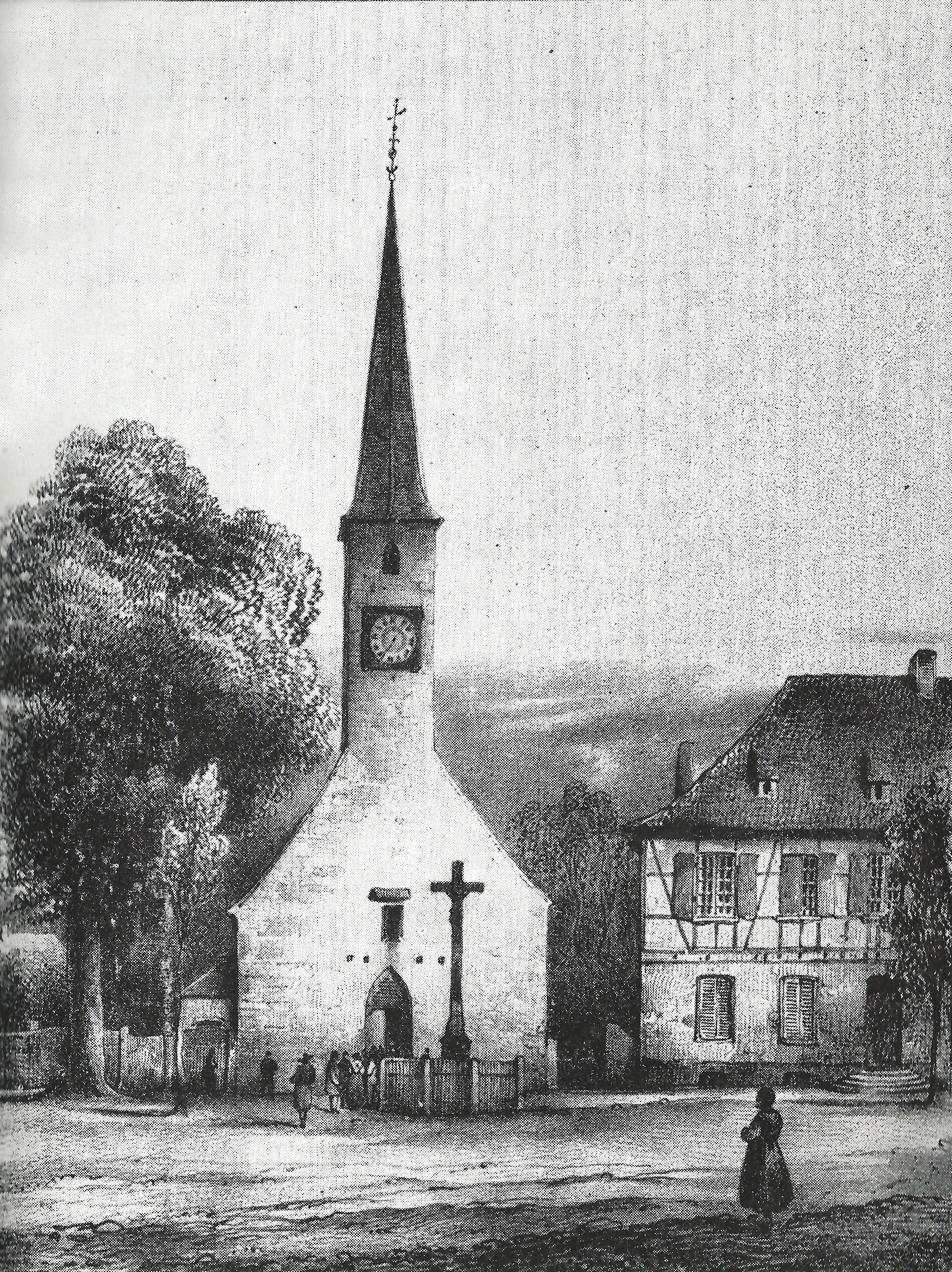
L'ancienne église avant 1839.
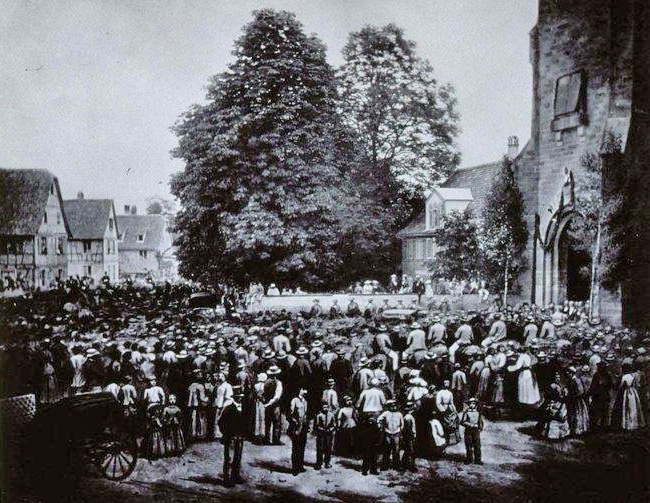
La nouvelle église en 1875.
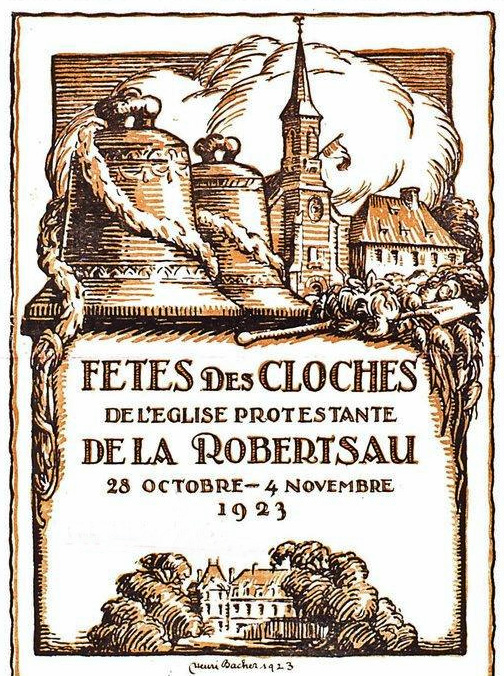
La Fête des Cloches en 1923[6].

En remplacement du bâtiment construit en 1968 pour 30 ans, la paroisse est dotée d'un nouveau foyer en 2013, inauguré le 12 octobre 2013.

## Architecture
En grès rose, l'édifice actuel est doté d'un clocher-porche de façade et d'un chœur à pans coupés. Spacieux, de plan rectangulaire, l'intérieur est surmonté de tribunes en balcons, décorées aux armes de Strasbourg. La chaire est située au centre, contre le mur du fond – un agencement qui évoque plutôt celui d'un temple calviniste.
Les vitraux représentent le baptême du Christ et sa résurrection. La comtesse de Pourtalès, Mélanie Renouard de Bussière, les a offerts à l'église en 1910.

## Orgue Stiehr-Mockers
L'orgue de tribune créé par Stiehr-Mockers en 1866 a été modifié successivement par Edgard Wetzel en 1896, par Dalstein-Haerpfer en 1911, par Georges Schwenkedel en 1930, puis restauré par Alfred Kern en 1986.
Sa partie instrumentale – datant de 1866 – est classée monument historique le 9 avril 1976.

## Pasteurs de la Robertsau entre 1530 et 2000[11]
- Martin Hag (1530-1531)
- Thomas Mushard (1531-1539)
- Jean Schwebel (1540-1544)
- Conrad Rysser (1544-1546)
- Valentin Emmel (1546-1548)
- Melchior Specker (1548-1556)
- Jean Mager (1556-1569)
- Gabriel Blinkel (1569-1572)
- Jean Renfft (1573-1603)
- Caspar Klee (1604-1648)
- Jean Christ (1648-1667)
- Jean Heyl (1667-1675)
- Georges Roegner (1675-1681)
- Martin Reeb (1682-1693)
- Jean Ehmann (1693-1709)
- Wolfgang Engelbrecher (1709-1724)
- Jean Oettel (1724-1729)
- Jean Hetzel (1730-1767)
- Daniel Struve (1767-1799)
- Jean Bleuler (1799-1816)
- Charles Riff, Père (1817-1864)

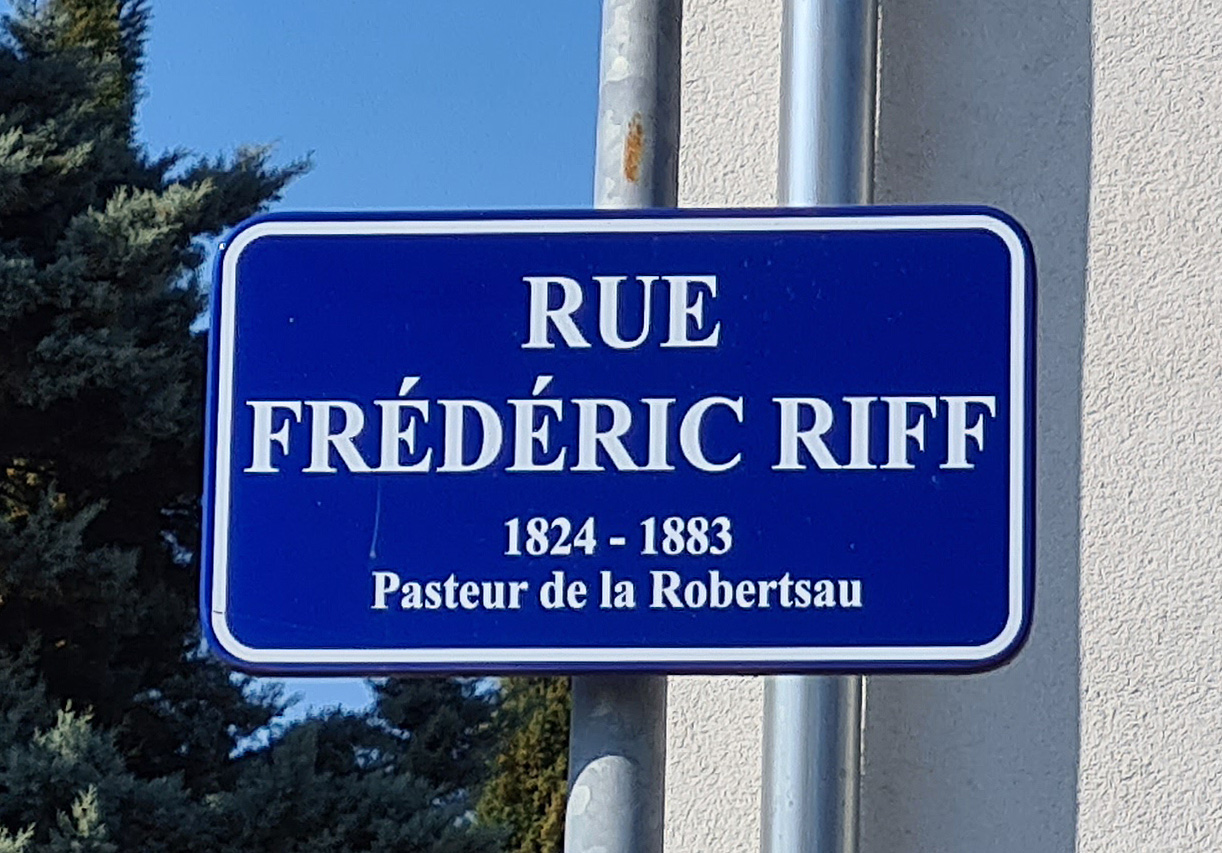
Plaque de la rue Frédéric-Riff à la Robertsau.

- Charles Riff [Karl-Friedrich], Fils, Inspecteur ecclésiastique (1865-1883)
- Alfred Schaller (1884-1902)
- Charles Bach (1888-1897)
- Frédéric Federlin (1897-1919)
- Édouard Kuck (1903-1919)
- Émile Jacob, Inspecteur ecclésiastique (1919-1942)
- Jacques Blocher (1928-1948)
- Edmond Basset, Inspecteur ecclésiastique (1942-1966)
- Charles Jacob (1966-1990)
- Alfred Haller (1990-2000)
- Charlotte Kuder (1995-2007)
- Marc Weiss (2007-2015)